# Ивашов, Леонид Григорьевич
Леони́д Григо́рьевич Ивашо́в (род. 31 августа 1943, Кызыл-Аскерский район, Фрунзенская область, Киргизская ССР, СССР) — советский и российский военный и общественный деятель, генерал-полковник в отставке.
Специалист в области геополитики, конфликтологии, международных отношений, военной истории. Президент Академии геополитических проблем (с 2015). Доктор исторических наук (1998), профессор МГИМО и МГЛУ. Начальник Главного управления международного военного сотрудничества Министерства обороны России (1996—2001). Член Союза писателей России (1998). Член Генерального совета Всероссийской политической партии «Партия дела».

## Биография
Потомок декабриста Василия Ивашева. Родился в многодетной семье (в которой всего было четверо детей, два брата и две сестры) в мясосовхозе имени Фрунзе Кызыл-Аскерского района Фрунзенской области (ныне это Сокулукский район близ Бишкека) Киргизской ССР. Супруг его двоюродной тёти А. Матросов был главным редактором журнала «Советский воин»; в гостях у Матросова бывали видные советские литераторы, в частности Александр Твардовский и Константин Симонов, благодаря чему с ними довелось общаться и молодому офицеру Ивашову.
В селе Озёрном окончил семилетнюю школу, затем в Кызыл-Аскере учился в старших классах.
В 1964 году окончил Ташкентское высшее общевойсковое командное училище, в 1974 году — Военную академию имени М. В. Фрунзе.
Командовал разведывательным взводом мотострелкового полка в Прикарпатском военном округе, мотострелковой ротой в группе советских войск в Германии. В августе 1968 года его рота в составе советского воинского контингента вошла в Чехословакию. По окончании академии заступил на должность заместителя командира полка в Таманскую мотострелковую дивизию.
С 1976 года служил в центральном аппарате Министерства обороны СССР, был начальником секретариата Министров обороны СССР маршалов Советского Союза Д. Ф. Устинова и С. Л. Соколова.
В 1983 году в Институте военной истории защитил диссертацию на соискание учёной степени кандидата исторических наук по теме «Достижение военно-технического превосходства в годы Великой Отечественной войны».
С 1987 года — начальник управления делами Министерства обороны СССР.
В 1992—1996 годах — секретарь Совета министров обороны государств СНГ, в 1996—2001 годах — начальник Главного управления международного военного сотрудничества Минобороны России.
В 1999 году защитил диссертацию на соискание учёной степени доктора исторических наук «Эволюция геополитического развития России: исторический опыт и уроки» (специальность 07.00.02 — Отечественная история).
С августа 1999 года — начальник Штаба по координации военного сотрудничества государств — участников СНГ.
Является противником расширения НАТО на восток и сторонником усиления других международных организаций. В 2002 году основал и возглавил Военно-державный союз России. Член Высшего офицерского совета России. В ноябре 2006 года избран председателем монархической организации «Союз русского народа», что вызвало раскол в организации (радикальная часть организации не признала его, назвав избрание «провокацией спецслужб»). В ноябре 2008 года сложил с себя полномочия руководителя СРН.
С 2008 года — член Экспертного совета и постоянный автор международного аналитического журнала «Геополитика». 6 декабря 2011 года заявил о самовыдвижении кандидатом на должность президента России. 18 декабря ему было отказано в регистрации в качестве кандидата на выборах Президента в связи с тем, что ЦИК не была надлежащим образом извещена о собрании инициативной группы по выдвижению Ивашова.
Живёт и работает в Москве. Возглавляет как президент негосударственную Академию геополитических проблем, президент Международного центра геополитического анализа, преподаёт в МГИМО (профессор на кафедре международной журналистики) и Московском государственном лингвистическом университете (профессор кафедры теории и истории международных отношений), выступает на телевидении и в прессе с комментариями по вопросам внешней и внутренней политики. Постоянный автор газеты «Завтра».
Состоял членом КПСС (более 30 лет), в связи с чем заявлял в 2011 году: «Ни на секунду об этом не жалею, но в другую политическую партию никогда не вступал и вступать не буду». Вспоминал: «После распада СССР я даже отказывался от очередного воинского звания генерал-полковника, хотел остаться советским генерал-лейтенантом…».
Много лет являлся председателем Общероссийского офицерского собрания. Покинул должность 19 мая 2022 года «по возрасту и состоянию здоровья».
Член Союза писателей России. Автор более 700 статей и 19 книг. Пишет стихи.
Есть дочь, работает в российско-американской организации.

### Косово
С осени 1996 года в рамках своих должностных обязанностей Ивашов оказался глубоко вовлечён в ситуацию в Косове. Он был хорошо осведомлён о положении дел, сложившемся в крае, постоянно общался с высокопоставленными военными и официальными лицами различных стран, в том числе и стран НАТО. Неоднократно встречался с Президентом СРЮ Слободаном Милошевичем, приезжая в Югославию в составе делегаций министров обороны и иностранных дел, возглавляя военные делегации. Участвовал в международных конференциях. Сотрудники его управления работали в миссии ОБСЕ по наблюдению в Косове.
В 1998 году для анализа ситуации вокруг Косова в Главном управлении, возглавляемом генералом Ивашовым, был создан специальный аналитический центр. Работа его представителей в российском посольстве в Белграде активизировалась. Шёл сбор информации из различных источников для того, чтобы иметь возможность делать объективные выводы о настроениях и планах всех вовлечённых сторон.

### Приштинская операция
В соответствии с заранее выработанной тактикой в серии переговоров с представителями США российские военные потребовали выделения отдельного сектора, чему американская сторона категорически воспротивилась. В должности начальника Главного управления международного военного сотрудничества Министерства обороны РФ Ивашов активно выступал против военного решения политических проблем и за усиление роли ООН.
9—10 июня 1999 года состоялись переговоры с генералами Д. Фогльсонгом и Дж. Кейси в Москве. Ивашов приступил к переговорам, исходя из ранее согласованных позиций и в соответствии с резолюцией Совета Безопасности ООН 1244 о военном присутствии стран-членов ООН и международных организаций в Косове, которая давала России и США равные права. Генерал Фогльсонг заявил, что американская сторона считает ранее согласованные позиции не имеющими силы. Он продемонстрировал документы, согласованные в Пентагоне, где на карте уже были поделены все секторы, и предложил российским военным присутствие в американском секторе одним—двумя батальонами. Ивашов категорически отказался рассматривать этот документ. После того как во втором раунде переговоров американская сторона не предложила никакого иного варианта решения вопроса, Ивашов, прекратив переговоры как бесполезные, заявил, что Россия будет действовать строго в рамках резолюции 1244, имея в виду равноправие сторон. Журналистам он заявил: «Мы первыми не войдём, но последними не будем!»
После этого в МИДе с участием первого заместителя министра иностранных дел Александра Авдеева, представителей Главного управления международного военного сотрудничества Минобороны вице-адмирала В. С. Кузнецова, полковника Е. П. Бужинского и других была подготовлена записка президенту Борису Ельцину, в которой предлагалось ещё раз попытаться вывести американцев на конструктивные переговоры, а если это не удастся, предусмотреть одновременный ввод российских подразделений с войсками НАТО. Докладывал Ельцину министр обороны маршал Игорь Сергеев. Президент одобрил это решение.
Незамедлительно штатный батальон из российской миротворческой бригады, находившейся в Углевике — на территории Боснии и Герцеговины, выдвинулся в Косово. Никакие правовые нормы при этом нарушены не были — Советом Безопасности ООН были делегированы равные права и России, и НАТО.

### Уход с государственной службы
В марте 2001 года вслед за назначением Сергея Иванова министром обороны Российской Федерации последовали новые назначения на ряд должностей в Минобороны России. Л. Г. Ивашова кадровые перестановки поначалу не коснулись, но ещё 13 июня 2000 года 56 высших военачальников Минобороны России были освобождены от занимаемых должностей указом Президента Российской Федерации в связи с его инаугурацией и допущены к исполнению обязанностей. В июне 2001 года Иванов представил Ивашова к увольнению, и он, как исполняющий обязанности, не имея юридического права опротестовывать своё снятие с должности, был уволен в запас до истечения срока контракта.

## Награды
- Орден «За заслуги перед Отечеством» III степени
- Орден «За военные заслуги»
- Орден «За службу Родине в Вооружённых Силах СССР» II и III степени
- Золотая медаль Милоша Обилича За храбрость (Сербия)[21]
- Почётная грамота Кыргызской Республики (12 марта 2001, Кыргызстан) — за заслуги в развитии кыргызско-российского сотрудничества в военно-технической области[22]
- Имеет другие государственные награды России, СССР, Югославии, Сирии и других стран.

## Политические взгляды
Имеет традиционалистские патриотические убеждения (на Би-би-си он был назван «известным националистическими взглядами»):

Проводимая в современной России политика, направленная на разрыв с традиционными для нашей страны ценностями православно-славянской цивилизации и замену их иными цивилизационными моделями (западной или исламской), является губительной для государствообразующих народов России, в первую очередь — русского народа, ведёт к дальнейшему ослаблению и уже в обозримой перспективе — к уничтожению российской государственности.
— 2004

ВПК России перестал существовать как система и на сегодняшний день уже не способен серийно производить и обеспечивать армию современной техникой и вооружением. Наши оборонные предприятия имеют тенденцию к деградации. И это вполне объяснимо, поскольку во всех странах ВПК базируется на общепромышленном развитии государства. К сожалению, современной промышленности в России нет, то и ВПК не может развиваться на современном уровне. Страна усилиями власти готовится к сдаче и капитуляции.
— 2009

Кроме того, в Российской империи проживало тогда более половины евреев всего мира, организованных и тотально мобилизованных через различные политические структуры. Тех евреев, кто не желал «идти в революцию», всячески преследовали и даже убивали.
Результаты хорошо известны — в первом советском правительстве из 22 членов 18 были еврейской национальности. Во ВЦИК — 43 еврея из 66 человек. Русские в этой революции были «наверху» в явном меньшинстве. Иными словами, отстранены от управления своей страной.
Если мы проведём из этого времени линию в 1945 год, когда Сталин произнёс тост в честь русского народа, то есть фактически объявил о том, что теперь власть в стране — русская, нам многое станет понятнее в отечественной истории XX века.
— 2013
Является членом «Изборского клуба», созданного в 2012 году.
31 января 2022 года в качестве председателя «Общероссийского офицерского собрания» выпустил Обращение к президенту и гражданам Российской Федерации «Канун войны» против войны России с Украиной. В подготовке такой войны он обвинил руководство России и президента Владимира Путина, которого призвал уйти в отставку. Многие обозреватели ставили его обращение в один ряд со статьей «Прогнозы кровожадных политологов» российского военного эксперта полковника запаса Михаила Ходарёнка.
Через год, подведя итоги и сравнив их с прогнозами, Ивашов отметил, что война спасла НАТО (военная организация в мирное время была никому не нужна); подтолкнула Финляндию и Швецию к вступлению в НАТО; сплотила Запад на антироссийской основе, и нанесла колоссальный ущерб русским и украинцам.

### Книги
- Справочник по законодательству для офицеров Советской армии и Военно-морского флота / Под общ. ред. Б. С. Попова, Л. Г. Ивашова. — М.: Воениздат, 1988. — 470 с.
- Ивашов Л. Г. Маршал Язов: Роковой август 91-го Язов: Правда о «путче». — М.: Журнал «Мужество», 1992. — (Библиотека журнала «Мужество»).
- Ивашов Л. Г. Россия и мир в новом тысячелетии: Геополитические проблемы. — Палея-Мишин, 2000. — 335 с.
- Ивашов Л. Г. Россия или Московия?: Геополитическое измерение национальной безопасности России. — М.: Эксмо, 2002. — 416 с. — (История XXI века: Прогнозы, перспективы, предсказания). — 4100 экз. — ISBN 5-699-01230-3.
- Ивашов Л. Г. Хоронить не спешите Россию. — М.: Яуза; Эксмо, 2003. — 288 с. — (Путь России). — 4000 экз. — ISBN 5-87849-137-0.
- Ивашов Л. Г. Я горд, что русский генерал. — М.: Книжный мир, 2013. — 415 с. — (Служить России). — ISBN 978-5-8041-0602-8.
- Как на кресте, я временем распят: сборник стихов. — М.: Книжный мир, 2013. — 154 с. — ISBN 978-5-8041-0676-9.
- Ивашов Л. Г. Радикальная доктрина Новороссии. — М.: Алгоритм, 2014. — 224 с. — (Военный обозреватель). — 1800 экз. — ISBN 978-5-4438-0848-2.
- Ивашов Л. Г. Битва за Россию: Хроники геополитических сражений. — М.: Книжный мир, 2015. — 414 с. — (Коллекция Изборского клуба). — ISBN 978-5-8041-0741-4.
- Ивашов Л. Г. Геополитика русской цивилизации. — М.: Институт русской цивилизации, 2015. — 789 с. — ISBN 978-5-4261-0105-0.
- Ивашов Л. Г. Опрокинутый мир. Тайны прошлого – загадки грядущего. Что скрывают архивы Спецотдела НКВД, Аненербе и Верховного командования Вермахта. — М.: Книжный мир, 2016. — 416 с. — 2000 экз. — ISBN 978-5-8041-0802-2.
- Ивашов Л. Г. Мир на изломе истории: Хроники геополитических сражений. — М.: Книжный мир, 2019. — 606 с. ISBN 978-5-604-07847-1 : 1000 экз.
- Ивашов Л. Г. Прощание с эпохой чести: последний Маршал Великой державы. — М.: Аргументы недели, 2020. — 252 с. — 1000 экз. — ISBN 978-5-604-35469-8.
- Ивашов Л. Г. Человечество: Мировые войны и пандемии. — М.: Книжный мир, 2020. — 540 с. — 1000 экз. — ISBN 978-5-604-46028-3.
- Ивашов Л. Г. Размышления русского генерала: к 75-летию Л. Г. Ивашова. — М.: Книжный мир, 2020. — 444 с. — (Академия геополитических проблем). — 1000 экз. — ISBN 978-5-604-14958-4.
- Ивашов Л. Г. Утраченный разум. — М.: Аргументы недели, 2021. — 512 с. — 10 000 экз. — ISBN 978-5-6045376-7-1.

### Статьи
- Ивашов Л. Г. В последние предвоенные годы // Военно-исторический журнал. — 1989. — № 11. — С. 12—18.
- Ивашов Л. Г. От «юнкерса» 1941 года к «цессне» 1987-го // Военно-исторический журнал. — 1990. — № 6. — С. 43—46.
- Ивашов Л. «Десятке» — 50 лет // Военный парад : журнал. — 2001. — Март—апрель (т. 44, № 02). — С. 4—5. — ISSN 1029-4678.
- Ивашов Л. Война в Ираке: Неравная борьба систем вооружения // Военный парад : журнал. — 2003. — Май—июнь (т. 57, № 03). — С. 84—85. — ISSN 1029-4678.
- Ивашов Л. Г. Геополитика Второй мировой войны Архивная копия от 4 марта 2016 на Wayback Machine // «Обозреватель-Observer»: научно-аналитический журнал. — ISSN 20742975. — 2010. — № 7. — С. 16—25.
- Обращение Общероссийского офицерского собрания к президенту и гражданам Российской Федерации. — 2022.